# Sizavet
Sizavet ou Sigavet (en arménien Սիզավետ ; jusqu'en 1967 Tasghkashen) est une communauté rurale du marz de Shirak en Arménie. En 2008, elle compte 370 habitants.